# 多夫日克 (阿赫特爾卡區)
50°25′29″N 34°34′45″E / 50.42472°N 34.57917°E
多夫日克（烏克蘭語：Довжик）是位於烏克蘭東北部的村莊，由蘇梅州奥赫蒂尔卡区的丘帕希夫卡市鎮負責管轄。該村處於塔尚河畔，距離切雷穆希夫卡2.5公里，海拔高度127米，2001年人口875。